# Всьо чотко!
Всьо чотко! — дебютний альбом 1989-го року львівського гурту Брати Гадюкіни. Вийшов на касеті під лейблом Фонограф. У 1996-му році був перезаписаний (Remake) та виданий на CD під лейблом Караван CD. 2004 року компанія «Atlantic Music Artist Agency» ще раз перевипустила ремейк-альбом на CD.
Оригінальний альбом також перевипускали 1989 року під назвою «Наша відповідь Кобзонові» з іншою обкладинкою. 1997 р. «Студія Лева» випустила ще одне перевидання оригінального альбому на касеті з кольоровою обкладинкою.

## Трек-лист
1. Арівідерчі, Рома
2. Місько, важай (Міську вважай)
3. Звьоздочка моя (Звйоздочка моя)
4. Ой, лихо!
5. Джалізова дупа (Дупа жалізова[1])
6. Америка
7. Мертвий півень
8. Наркомани на городі
9. Роксоляна
10. Приїдь до мене у Мостиска
11. Рок-н-рол до рана
12. Чуваки, всьо чотко![2]

## Учасники
- Artwork By — Ія, Маріман
- Artwork By [Paint On Cover] — Сергій Штирьов
- Bass, Backing Vocals — Ігор Мельничук
- Engineer [Sound] — Володимир Лещенко
- Guitar — Генадій Вербяний
- Lyrics By — Сергій Кузьмінський
- Music By — Брати Гадюкіни
- Percussion — Олег Кобцев
- Synthesizer [Йоніка] — Павло Крахмальов
- Tambourine, Backing Vocals — Михайло Лундін
- Vocals — Павло Крахмальов (tracks: 10)
- Vocals, Synthesizer [Йоніка] — Сергій Кузьмінський